# Jehan
Jehan ist ein Vorname und Familienname.

## Herkunft und Bedeutung
Jehan ist die ältere französische Version des Vornamens Johannes sowie des davon abgeleiteten Familiennamens. Der Name bedeutet „der Herr ist gnädig“. Weitere Versionen sind Joannes und die moderne Form Jean.

### Männlicher Vorname
- Jehan Alain (1911–1940), französischer Organist und Komponist
- Jehan Ango (1480/1481–1551), französischer Seefahrer und Reeder
- Jehan Bellegambe (~1470–~1535), französischer Maler der Renaissance
- Jehan Boinebroke († 1286), französischer Kaufmann
- Jéhan Buhan (1912–1999), französischer Florettfechter und Olympiasieger
- Jehan Daniel (~1450–~1550), französischer Organist und Komponist
- Jehan Fresneau (~1450–~1505), franco-flämischer Komponist und Sänger
- Jehan de Mandeville (†~1372), mittelalterlicher Autor; Verfasser einer geografischen Weltdarstellung
- Jehan Mayoux (1904–1975), französischer Dichter und Pazifist
- Jehan de Montmorency (1500-~1554), spanischer Botschafter im Vereinigten Königreich
- Jehan Rictus (1867–1933), französischer Schriftsteller

### Weiblicher Vorname
- Jehan Sadat (1933–2021), ägyptische First Lady

### Familienname
- Noor Jehan (1926–2000), indisch-pakistanische Sängerin, Schauspielerin und Regisseurin

### Künstlername
- Jehan (Dichter) (* 1957; als Jehan-Mari Cayrecastel), französischer Dichter, Komponist, Autor und Interpret